# South Lebanon
South Lebanon ist ein Village im Warren County im südwestlichen Teil des US-amerikanischen Bundesstaats Ohio. Die Gemeinde hatte laut der Volkszählung im Jahr 2000 eine Einwohnerzahl von 2.538.

## Geographie
Das Dorf befindet sich südlich des County Seats Lebanon nahe der Mündung des Turtle Creek in den Little Miami River. Der Hauptteil des Ortes gehört zum Union Township, die Siedlungen südlich des Little Miami Rivers zum Hamilton Township.

## Verkehr
Im Norden verläuft die Interstate 71, welche bei South Lebanon eine Abfahrt zum State Highway 48 besitzt. Beide Straßen sind wichtige regionale Verkehrswege. Eine Bahnlinie, die Little Miami Railroad, führte ab den 1840ern durch South Lebanon. Ende der 1960er-Jahre stellte man den Bahnbetrieb ein und die Strecke wurde abgebaut. An ihrer Stelle führt nun der Fernradweg Little Miami Scenic Trail durch den Ort.

## Bevölkerung
Bei der Volkszählung 2000 hatte der Ort mit 2.538 Einwohnern etwas weniger als noch 1990. Diese lebten auf einer Fläche von 4,3 km² Land, das sind rund 590 Menschen pro Quadratkilometer. Fast 99 % der Einwohner waren Weiße. Das Pro-Kopf-Einkommen betrug 16.779 US-Dollar, knapp 13 % der Bevölkerung lebte unter der Armutsgrenze.

## Geschichte
Die Gründung von South Lebanon geht auf das Jahr 1795 zurück. Ursprünglich hieß der Ort Deerfield und war Hauptort des bis 1803 bestehenden Deerfield Townships, die Umbenennung auf den heutigen Namen erfolgte nach 1850 und bezog sich auf die Lage südlich der Stadt Lebanon.